# ヤマハ大久保グラウンド

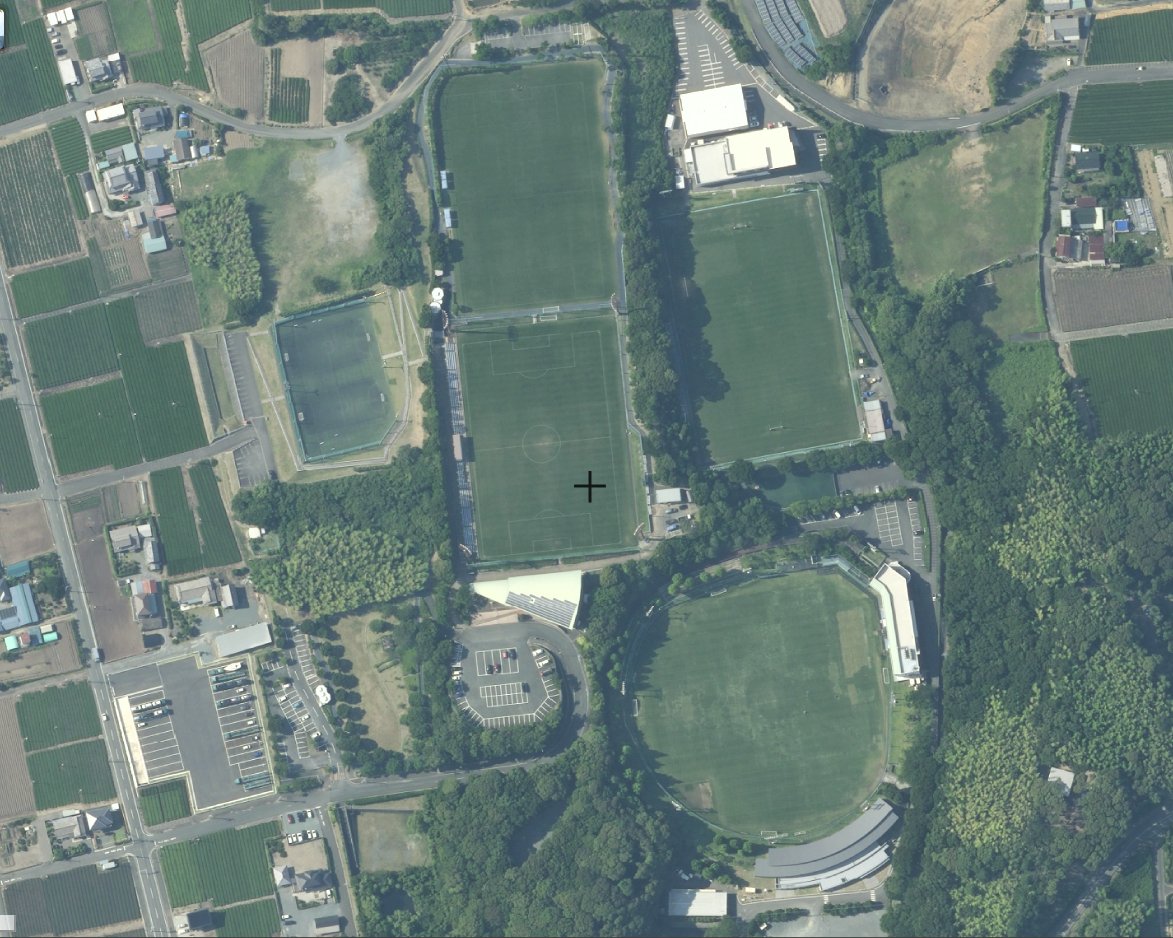
2020年撮影、完成前の画像

ヤマハ大久保グラウンドは、ジュビロ磐田と静岡ブルーレヴズの練習場である。
以前は、野球場として使われていた。
ジュビロのトップチームが使用するサッカー場とブルーレヴズが使用するラグビー場、室内練習場も用意されている。場所は、今之浦川の近くの磐田スポーツ交流の里・ゆめりあ球技場（天然芝2面）に隣接していて、第一駐車場側とゆめりあ側2カ所にある。緑に囲まれた静かな環境である。なおゆめりあはジュビロトップチームの練習試合やユースチームの公式戦・練習にも使用されている。